# Perzische leeuw
De Perzische, Indische of Aziatische leeuw (Panthera leo persica) is een ondersoort van de leeuw. De dieren zijn slechts iets kleiner dan de Afrikaanse leeuwen en hebben een huidplooi midden over de buik. De manen van de mannelijke leeuw zijn eveneens kleiner. De familiegroepen zijn ook kleiner, meestal twee verwante vrouwtjes met hun jongen. Uit genetisch onderzoek blijkt dat de ondersoort zich 200.000 jaar geleden afscheidde van de Afrikaanse leeuw. Deze ondersoort was ooit wijdverspreid, maar werd bijna uitgeroeid door de mens. In het wild leven nog maar enkele honderden Perzische leeuwen in een klein gebied in het Noordwesten van India.

## Verspreiding
In het begin van onze jaartelling leefde de Perzische leeuw in een min of meer aaneengesloten leefgebied van Griekenland, Anatolië, de Levant en Egypte in het westen, over Syrië, Irak, Iran en Pakistan tot in Noord-India. In India werd het leefgebied van de leeuw in het zuiden begrensd door de rivier Narmada en in het oosten kwam het leefgebied tot aan Bengalen.
In Griekenland stierf de leeuw al in de eerste eeuw uit, in de Levant in de twaalfde eeuw. In Syrië en Irak stierf de leeuw uit in de loop van de negentiende eeuw. In Iran zouden nog verspreid leeuwen hebben geleefd in het begin van de twintigste eeuw. De aantallen van deze leeuwensoort zijn enorm geslonken door vernietiging van hun habitat, conflicten met veehouders alsook door plezierjacht. Rond 1900 waren misschien nog maar 15 leeuwen overbleven in Gir in Noordwest-India. Na 1913 kwam er daarom een jachtverbod. Daarna begon het aantal exemplaren daar te stijgen. In 2010 waren er 411 Perzische leeuwen (vgl. 359 in 2005, 327 in 2001). Ze leven allemaal in of in de onmiddellijke omgeving van het Gir Forest National Park. Een herintroductieproject halverwege de twintigste eeuw naar de Indiase deelstaat Uttar Pradesh mislukte.

## Gedrag
De omvang van de troepen van de leeuwen in India is kleiner dan in Afrika. De leeuwen leven er in dichter bos en de prooidieren (axisherten, sambars, nijlgaus) zijn er kleiner. Hierdoor gebeurt de jacht meer individueel en minder coöperatief. De jacht vindt meestal 's nachts plaats. Mannetjes trekken soms samen op in troepen van drie of vier dieren. Maar mannetjes leven er buiten de paartijd niet samen met vrouwtjes.
Het dieet bestaat voor een belangrijk deel uit gedomesticeerd vee, al is dit aandeel verminderd nadat veehouders werden geweerd uit het nationaal park van Gir. Door overbevolking wagen leeuwen zich buiten het beschermd gebied en vergrijpen zich daar aan vee. In de loop van de geschiedenis zijn er veel meldingen van leeuwen die mensen doden en opeten.

## Dierentuinen
Meestal wordt in dierentuinen de Afrikaanse leeuw gehouden, maar men kan de Aziatische leeuw op één plek in Nederland aantreffen: Diergaarde Blijdorp. Diergaarde Blijdorp coördineert sinds 2024 ook het Europese fokprogramma (EEP) van de Aziatische leeuw. Ook in België leven er nog Perzische leeuwen in het dierenpark Planckendael nabij Mechelen. Een belangrijk deel van de Perzische leeuwen in dierentuinen wereldwijd zijn echter niet raszuiver en zijn vermengd met Afrikaanse leeuwen.

## In religie en cultuur

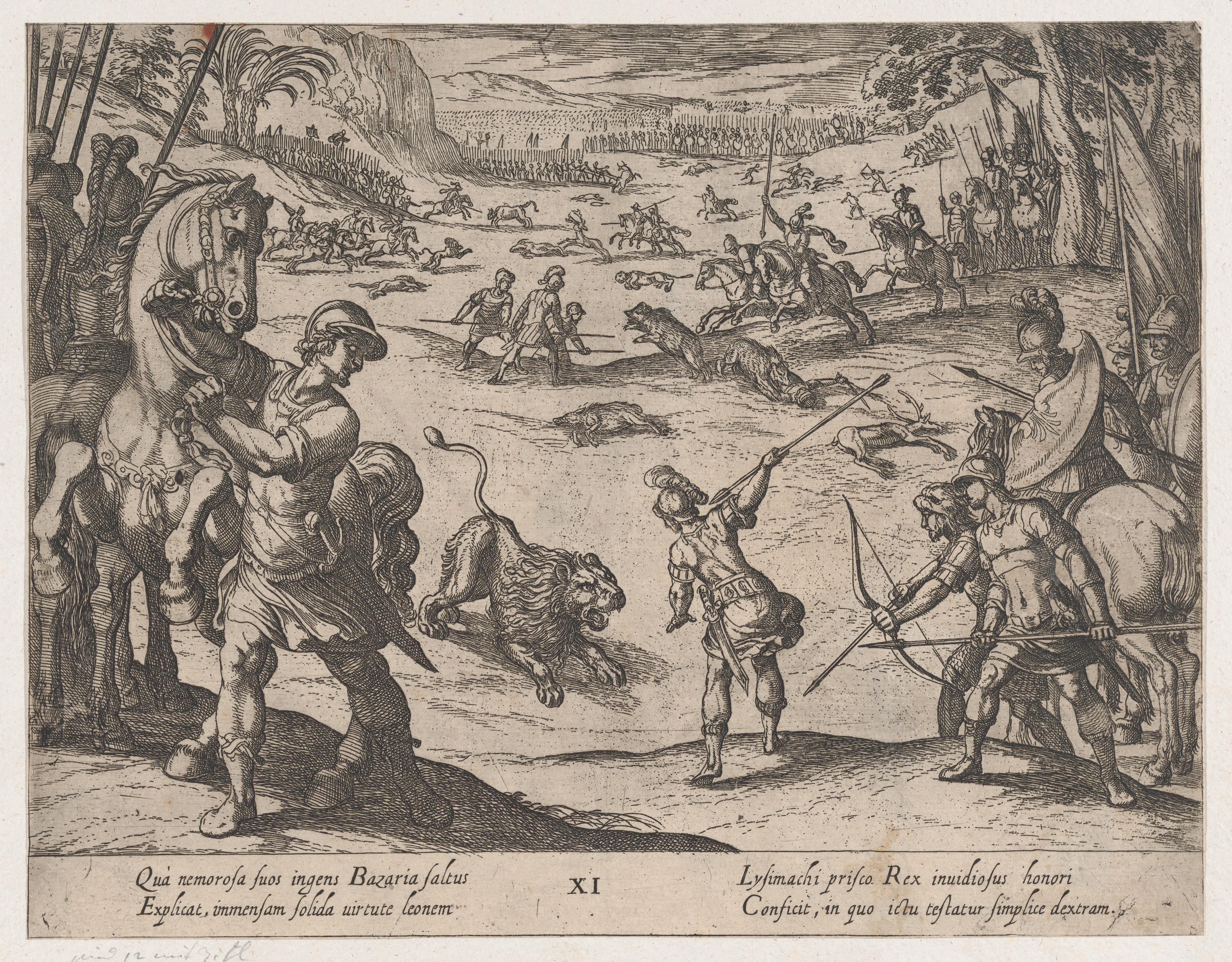
Alexander de Grote op leeuwenjacht, een van de aan hem toegeschreven daden.

De leeuw waar in de Bijbel over gesproken wordt (denk aan 'Daniël in de leeuwenkuil') is een Perzische leeuw. En ditzelfde geldt voor de afbeelding van Alexander de Grote met een leeuw. Het is zelfs zeer waarschijnlijk dat de leeuwen die in de Romeinse arena's werden gehouden om te vechten met gladiatoren, maar ook om christenen te doden, voor een belangrijk deel Perzische leeuwen waren. Heersers beroemden zich op het aantal leeuwen dat ze tijdens de jacht hadden gedood. De Egyptische farao Amenophis III zou 102 leeuwen hebben gedood, de Babylonische koning Tiglatmpileser 920 leeuwen. Bekend zijn de reliëfs die de leeuwenjacht voorstellen in het paleis van Assurbanipal in Ninive.